# Da' Take Over
Da' Take Over (en español: Tomando el control) es el nombre del tercer álbum de estudio del dúo puertorriqueño Ángel & Khriz. Fue publicado el 23 de marzo de 2010 a través de los sellos discográficos Machete Music y VI Music, siendo distribuido por Universal Music Latino.
El álbum fue grabado en THC Studio e incluye 13 canciones con las participaciones especiales de Guelo Star, J-King & Maximan, Flo Rida, Víctor Manuelle y Divino. Originalmente se tenía pensado que la canción «No hacen na» incluyera la participación de artistas como Daddy Yankee, Vico C, Arcángel, Yomo, entre otros, pero por problemas con las otras discográficas se decidió descartar a todos estos artistas.

## Lista de canciones
- Adaptados desde AllMusic.[3]

| N.º   | Título                                             | Composición                                                                         | Duración |  |
| 1.    | «No hacen na»                                      | Christian Colon / Ángel Rivera / Juan Santana                                       | 3:02     |  |
| 2.    | «Ella quiere (Que, he, he)»                        | José Barbosa / Christian Colon / Ángel Rivera / Juan Santana                        | 3:39     |  |
| 3.    | «Ayer la vi»                                       | Christian Colon / Ángel Rivera / Juan Santana                                       | 3:56     |  |
| 4.    | «Sin vergüenza» (con Guelo Star, J-King & Maximan) | Christian Colon / Miguel de Jesús / Héctor L. Padilla / Ángel Rivera / Juan Santana | 3:52     |  |
| 5.    | «Maltrátame»                                       | Christian Colon / Ángel Rivera / Juan Santana                                       | 3:08     |  |
| 6.    | «No vale la pena»                                  | Christian Colon / Ángel Rivera / Juan Santana                                       | 3:50     |  |
| 7.    | «Súbelo (Turn it Up)» (con Flo Rida)               | Christian Colon / Tramar Dilliard / Ángel Rivera / Juan Santana                     | 3:40     |  |
| 8.    | «Me enamoré»                                       | Christian Colon / Ángel Rivera / Juan Santana / José Torres                         | 4:16     |  |
| 9.    | «Tu gato nuevo»                                    | Christian Colon / Ángel Rivera / Juan Santana                                       | 3:23     |  |
| 10.   | «Mal negocio (Ya no)» (con Víctor Manuelle)        | Christian Colon / Ángel Rivera / Víctor Manuelle Ruiz / Juan Santana                | 4:07     |  |
| 11.   | «Dime»                                             | Christian Colon / Ángel Rivera / Juan Santana                                       | 3:14     |  |
| 12.   | «¿Qué hay que hacer?»                              | Christian Colon / Jexel Reyes / Juan Santana                                        | 3:34     |  |
| 13.   | «Como olvidarte» (con Divino)                      | Christian Colon / Ángel Rivera / Juan Santana / Daniel Velázquez                    | 4:21     |  |
| 47:42 |                                                    |                                                                                     |          |  |

## Posicionamiento en listas
| Listas (2010)                        | Mejor posición |
| ------------------------------------ | -------------- |
| Estados Unidos (Latin Rhythm Albums) | 1              |
| Estados Unidos (Top Latin Albums)    | 6              |